# کاسیا آدامیک
کاسیا آدامیک (لهستانی: Kasia Adamik؛ زادهٔ ۲۸ دسامبر ۱۹۷۲) یک کارگردان فیلم، فیلم‌نامه‌نویس، طراح فیلم‌نامهٔ مصور و هنرمند هنرهای تجسمی اهل لهستان است. 
او دختر آگنیشکا هولاند و خواهرزادهٔ ماگدلنا وازارکیه‌ویچ است. وی در سال ۲۰۱۲ فاش ساخت که همجنس‌گرا است.
وی به‌عنوان «داستان نماپرداز» (طراح فیلم‌نامهٔ مصور) در فیلم‌های در تاریکی، رونویسی برای بتهوون، همه‌چیز روشن شده‌است، زن گربه‌ای، به‌دام‌افتاده، چشم‌فرشته‌ای، آوردگاه زمین، محبوب و کسوف کامل نقش داشته‌است.
از فیلم‌ها یا مجموعه‌های تلویزیونی که وی در آن‌ها نقش داشته‌است، می‌توان به بدون پنهان‌کاری، پیت‌بول، نشانه‌گذاری‌شده، تیم، مرز، هیولاهای کراکوف، پارس! و یانوشیک: روایتی واقعی اشاره نمود.